# ديسنوغورسك
ديسنوغورسك (بالروسية: Десногорск) هي إحدى مدن روسيا في الكيان الفدرالي الروسي سمولينسك أوبلاست.